# Davide Zappacosta
Davide Zappacosta (* 11. Juni 1992 in Sora) ist ein italienischer Fußballspieler. Der Abwehrspieler steht aktuell bei Atalanta Bergamo unter Vertrag.

## Karriere

### Im Verein
Zappacosta begann das Fußballspielen 1998 in der Jugendabteilung der ASD GC Sora, dem Verein seiner Geburtsstadt. Nach zehn Jahren schloss er sich den Junioren der AC Isola Liri an, für die er zweieinhalb Jahre aktiv war. Bereits im Alter von 17 Jahren debütierte Zappacosta für die erste Mannschaft von Isola Liri in der Lega Pro Seconda Divisione und kam auch danach regelmäßig zum Einsatz. Insgesamt absolvierte er 14 Partien für Isola Liri und erzielte dabei einen Treffer.
Zum 1. Januar 2011 wechselte Zappacosta zu Atalanta Bergamo. Dort spielte er ein halbes Jahr in der Jugend, nicht im Herrenbereich wie bei Isola Liri. Im Sommer 2011 wurde er dann in den Profikader aufgenommen, jedoch direkt an die AS Avellino 1912 in die Lega Pro Prima Divisione verliehen. Bei den Lupi konnte sich Zappacosta sofort durchsetzen und wurde auf Anhieb Stammspieler. Nach seinen guten Leistungen konnte Avellino Zappacosta im Rahmen einer Comproprietà von Atalanta verpflichten und erwarb die Hälfte seiner Transferrechte. In der Spielzeit 2012/13 gelang dann der Aufstieg in die Serie B. In seiner ersten Zweitligasaison schaffte Zappacosta mit Avellino den Klassenerhalt.
Nach drei Jahren bei Avellino, in denen Zappacosta 83 Ligaspiele absolvierte, verpflichtete Atalanta Bergamo Zappacosta, indem man die vor zwei Jahren abgegebene Hälfte der Transferrechte zurückerwarb. Am 31. August 2014 debütierte Zappacosta in der Serie A für Atalanta und wurde auf Anhieb Stammspieler auf der Rechtsverteidiger-Position für die Spielzeit 2014/15. Am Ende der Saison, in der er 29 mal für die Nerazzurri auflief, konnte er mit Atalanta den Klassenerhalt feiern.
Am 10. Juli 2015 gab der FC Turin die Verpflichtung Zappacostas bekannt, der Atalanta Bergamo nach einem Jahr für 5,5 Millionen Euro verließ. Bei der Granata soll er den zu Manchester United gewechselten Matteo Darmian als Rechtsverteidiger ersetzen.
Im August 2017 schloss sich Zappacosta dem FC Chelsea an.
Am 21. August 2019 verlängerte Zappacosta seinen Vertrag bis zum 30. Juni 2022 und wechselte am selben Tag in einem Leihgeschäft bis Ende Januar 2020 zur AS Rom.
Mitte September 2020 wechselte Zappacosta bis zum Ende der Saison 2020/21 auf Leihbasis zum CFC Genua.
Am 24. August 2021 wechselte er nach sechs Jahren zurück zu Atalanta Bergamo. Mit Atalanta gewann Zappacosta die UEFA Europa League 2023/24.

### In der Nationalmannschaft
Zappacosta durchlief bis auf die U-21-Nationalmannschaft keine Junioren-Auswahlen für Italien. Für die U-21 debütierte er am 5. September 2013 bei der 1:3-Niederlage gegen Belgien. Mit den Azzurrini qualifizierte er sich für die U-21-Fußball-Europameisterschaft 2015 in Tschechien, bei der Italien jedoch in der Vorrunde ausschied. Für die U-21-Auswahl absolvierte er von 2013 bis 2015 17 Partien.
Im November 2016 wurde Zappacosta von Gian Piero Ventura erstmals für die Italienische Nationalmannschaft nominiert. Er debütierte am 12. November beim 4:0-Erfolg über Liechtenstein in der WM-Qualifikation. In der Folge gehörte Zappacosta regelmäßig zum Kader der Squadra Azzurra und absolvierte bis September 2018 insgesamt 13 Partien. Danach wurde Zappacosta über drei Jahre nicht mehr berücksichtigt, ehe er im November 2021 nach mehreren Ausfällen für das WM-Qualifikationsspiel gegen Nordirland nachnominiert wurde. Er blieb jedoch ohne weiteren Einsatz und wurde seither auch nicht mehr nominiert.

## Spielweise
Zappacosta spielt vorwiegend als Rechtsverteidiger, kann allerdings aufgrund seiner Laufschnelligkeit und Flankenläufe auch als rechter Mittelfeldspieler agieren. Er gilt als guter Flankengeber und sehr offensiv eingestellter Verteidiger.

## Erfolge
- Meister der Lega Pro Prima Divisione: 2012/13
- UEFA-Europa-League-Sieger: 2018/19, 2023/24
- FA-Cup-Sieger: 2017/18